# Шридеви
Шри Ама Янгер Айяпан (13 август 1963 г. – 24 февруари 2018 г.), известна професионално като Шридеви, е индийска актриса, която работи във филми на телугу, тамил, хинди, малаялам и каннада. Цитирана като „Първата жена суперзвезда“ на индийското кино, тя е носител на различни отличия, включително Националната филмова награда, наградата „Нанди“, държавната филмова награда на Тамил Наду, държавната филмова награда на Керала, четири награди Filmfare, включително награда Filmfare за цялостно творчество и три награди Filmfare South. Кариерата на Шридеви в индийското кино обхваща повече от 50 години в редица жанрове от комедия до епични драми. Тя е известна със своята сдържана и интровертна, но своенравна и откровена екранна личност, редовно играеща волеви, изискани жени. През 2013 г. Шридеви е удостоена с Падма Шри, четвъртото най-високо гражданско призвание в страната. Тя също е избрана за „Най-великата актриса на Индия от 100 години“ в национално проучване на CNN-IBN, проведено през 2013 г. по повод стогодишнината на индийското кино.